# 棒出し
棒出し（ぼうだし）は、現在の埼玉県幸手市大字西関宿および千葉県野田市関宿江戸町に所在した水利施設である。

## 概要
この棒出しはかつて江戸川の流頭部（権現堂川・ 逆川との接続部）に設けられていた水利施設である。今日の幸手市側を「西棒出し」、野田市側を「東棒出し」と称していた。機能としては、丸太を数千本打ち込むことにより川幅を狭め、江戸川・権現堂川から逆川・常陸川への水流を確保し逆流を防止する役割をもっていた。
天保年間に建造がなされ、それにより江戸川沿いの水害は減少したが、その分利根川沿いに水害が発生するようになった。この後1875年（明治8年）および1884年（明治17年）に玉石積みに組み替えられるも、大水により崩壊したため1885年（明治18年）に角石積みとなった。1898年（明治31年）にはセメントを利用した角石張りに改良された。1910年（明治43年）に発生した大水害を受け河川改修が行われ、これに伴い江戸川の流頭部が北へと移り、また権現堂川は締め切られた。1927年（昭和2年）に行われた新たな流頭部への関宿水閘門の設置に合わせて、1929年（昭和4年）に棒出しは撤去された。
棒出しの設置年については諸説あり、上記の天保期（1830年 ~ 1843年）の他に1822年（文政5年）とがあるが、1783年（天明3年）の文書に棒出しの記述がみられることから、1783年（天明3年）には建造されていた可能性がある。棒出しの上には関宿の関所が設置されており、関宿藩により管理されていた。
棒出しに利用されていた石材は栃木県の岩船山で採掘されたものが水運で渡良瀬川を流下し運ばれたものとみられている。この岩は岩舟石と称され、火成岩のため加工しやすく耐候性が高いという特徴がある。棒出しから撤去された角石は現在、中の島公園や千葉県立関宿城博物館に展示されており、旧関宿小学校の石垣や茨城県猿島郡五霞町の善照寺鐘付堂石垣にも利用されている。